# Aréthuse-Klasse
Die Aréthuse-Klasse war eine französische Klasse von Jagd-U-Booten. Die U-Boote wurden in den 1950er-Jahren für die französische Marine gebaut. Die Konstruktion entstand unter dem Einfluss der deutschen U-Boot-Klasse XXIII.
Die U-Boote wurden im Mittelmeer eingesetzt, waren bis 1981 im Dienst und wurden durch die Atom-U-Boote der Rubis-Klasse ersetzt. Die Argonaute ist heute ein Museumsschiff im Parc de la Villette in Paris.
Eine vergrößerte Weiterentwicklung der Klasse war die Ende der 1960er-Jahre gebaute Daphné-Klasse.

## Boote der Klasse
- Aréthuse (S 635)
  - Stapellauf: 9. November 1957
  - Indienststellung: 23. Oktober 1958
  - Außerdienststellung: April 1979
- Argonaute (S 636)
  - Stapellauf: 29. Juni 1957
  - Indienststellung: 11. Februar 1959
  - Außerdienststellung: 1981
- Amazone (S 639)
  - Stapellauf: 3. April 1958
  - Indienststellung: 1. Juli 1959
  - Außerdienststellung: Juli 1980
- Ariane (S 640)
  - Stapellauf: 12. September 1958
  - Indienststellung: 16. März 1960
  - Außerdienststellung: März 1981